# Crazy/Bull in the Heather
«Crazy/Bull in the Heather» es un sencillo split de las bandas Aerosmith y Sonic Youth, publicado en 1994 por el sello Geffen Records. Incluye los temas Crazy y Bull in the Heather, pertenecientes a los álbumes Get a Grip y Experimental Jet Set, Trash and No Star, respectivamente.

## Lista de canciones
| N.º | Título                                  | Duración |  |
| 1.  | «Crazy» (por Aerosmith)                 |          |  |
| 2.  | «Bull in the Heather» (por Sonic Youth) |          |  |